# Viadotto di Solis
Il viadotto di Solis (in tedesco Soliser Viadukt) è un ponte in pietra che varca una profonda gola in cui scorre il fiume Albula, nel cantone svizzero dei Grigioni.
Il ponte è percorso dalla ferrovia dell'Albula, e prende il nome dal centro abitato di Solis, nel comune di Obervaz.